# Cossonay (Adelsgeschlecht)
Die Herren von Cossonay waren ein Adelsgeschlecht aus der Waadt. In einer Schenkungsurkunde an das Kloster Romainmôtier von 1096 wird mit Ulrich erstmals ein Vertreter erwähnt. Das Schloss der Familie befand sich im gleichnamigen Ort, nordwestlich von Lausanne. Mit Humbert, Ulrichs Sohn werden sie auch als Herren von Prangins und Nyon bezeichnet. Nach dem Tod von Humberts Enkel Jean spaltete sich die Familie in drei Zweige auf. Die Hauptlinie Cossonay hatte die Herrschaft über Cossonay, L’Isle, Bercher und Surpierre inne. Jeans Sohn Guillaume begründete den Zweig der Herren von Prangins. Seit der Mitte des 13. Jahrhunderts versuchte die Familie, der Expansion der Grafen von Savoyen im Gebiet nördlich des Genfer Sees entgegenzutreten. Mit Jean und Aymon stellten sie zwei Bischöfe von Lausanne. Der letzte männliche Vertreter der Familie, Louis III., diente den Grafen von Savoyen als Militär und Diplomat. Nach dem Aussterben des Geschlechts fiel sein Besitz an die Grafen von Savoyen.

## Familienmitglieder
- Jean de Cossonay († 1273), ab 1240 Bischof von Lausanne
- Aymon de Cossonay († 1375), ab 1355 Bischof von Lausanne